# بام (روان‌گردان)
بام (روان‌گردان) (به انگلیسی: BOM (psychedelic)) با فرمول شیمیایی C۱۲H۱۹NO۴ یک ترکیب شیمیایی است. که جرم مولی آن ۲۴۱٫۲۸ g/mol می‌باشد. 